# Stuart Little
Stuart Little is een Amerikaanse mediafranchise die draait rond een familie genaamd de Littles, wier tweede zoon een muis is of erop lijkt. De franchise bestond origineel uit het kinderboek Stuart Little uit 1945 geschreven door E.B. White. In 1999 werd het boek verfilmd, waarna de film twee vervolgen en een televisieserie kreeg.

## Boek: Stuart Little (1945)
Stuart Little (Nederlands:Tom Trikkelbout) is een Amerikaans kinderboek van de schrijver E.B. White, uitgegeven door Harper & Brothers in 1945. Deze franchise is gebaseerd op dit boek.

## Filmserie

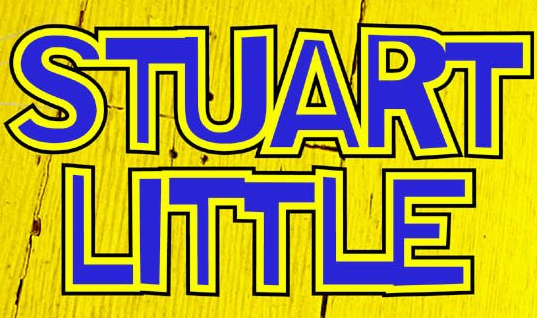

### Stuart Little (1999)
Stuart Little is een Amerikaanse film uit 1999. De regie was in handen van Rob Minkoff. De film is gebaseerd op het gelijknamige kinderboek uit 1945 van E.B. White en ging op 5 december 1999 in première. Het werd genomineerd voor 20 prijzen, waarvan het er 7 verzilverde. Het werd onder meer genomineerd voor een Oscar en 3 Annie Awards.
Het verhaal gaat over een pratende muis genaamd Stuart die geadopteerd wordt door een mensenfamilie genaamd de Littles. Zijn adoptiebroer George is echter niet gelukkig met zijn broertje. Tevens is hun kat Snowbell er ook niet gelukkig mee. Hij vraagt hulp aan een andere kat Monty die bij een soort maffiafamilie van katten hoort met als leider Smokey. Samen bedenken ze een plan waardoor Stuart weggaat. De Littles zijn echter dol op Stuart waardoor Snowbell besluit om Stuart terug te halen tegen de zin van de andere katten. Snowbell en Stuart rekenen af met de andere katten en ze gaan terug naar het huis van de Littles.
Het had een budget van $133 miljoen en een opbrengst van $300,1 miljoen.

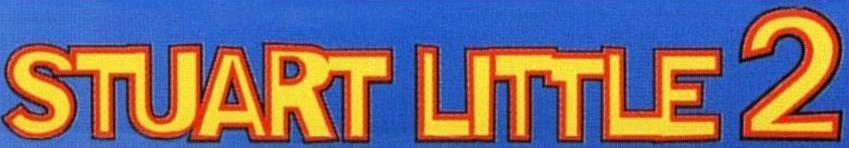

### Stuart Little 2 (2002)
Stuart Little 2 is een film uit 2002 geregisseerd door Rob Minkoff. De film is het vervolg op bovenstaande film en ging op 14 juli 2002 in première. Het werd genomineerd voor 5 prijzen waarvan het er 1 won. Het werd genomineerd voor een BAFTA Award.
Het verhaal gaat als volgt. Stuart woont nu al een tijd bij de Littles, maar hij voelt zich eenzaam omdat zijn adoptiebroer George veel tijd doorbrengt met zijn vriend Will. Stuart ontmoet echter het vogeltje Margalo en wordt verliefd op haar. Margalo werkt echter tegen haar zin voor een valk die mensen besteelt. Uiteindelijk verslaan Stuart en Margalo de valk waarna hij door de kat Monty opgegeten wordt. Margalo gaat vervolgens naar het Zuiden, maar belooft om terug te komen in de lente.
Het had een budget van $120 miljoen en een opbrengst van $169,96 miljoen.

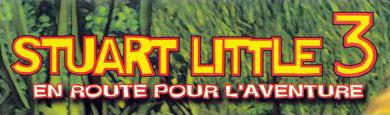

### Stuart Little 3: Call of the Wild (2005)
Stuart Little 3: Call of the Wild is een Amerikaanse/Canadese direct-naar-dvd-animatiefilm uit 2005. De regie was in handen van Audu Paden. In tegenstelling tot de voorgangers van deze film, werd deze film volledig geanimeerd.
De Littles gaan kamperen. Snowbell wordt echter ontvoerd door een wezen genaamd The Beast. Vervolgens gaat Stuart hem met hulp redden.

## Televisieserie: Stuart Little (2003)
Stuart Little: The Animated Series is een animatieserie. De eerste aflevering van de televisieserie zelf verscheen op 1 maart 2003. De serie telt 1 seizoen met een totaal van 13 afleveringen.

## Rolverdeling
| Personage                                 | Filmserie            | Filmserie              | Filmserie                                       | Televisieserie                                   |
| Personage                                 | Stuart Little (1999) | Stuart Little 2 (2002) | Stuart Little 3: Call of the Wild (2005) (stem) | Stuart Little: The Animated Series (2003) (stem) |
| ----------------------------------------- | -------------------- | ---------------------- | ----------------------------------------------- | ------------------------------------------------ |
| Stuart Little                             | Michael J. Fox       | Michael J. Fox         | Michael J. Fox                                  | David Kaufman                                    |
| George Little, adoptiebroer van Stuart    | Jonathan Lipnicki    | Jonathan Lipnicki      | Corey Padnos                                    | Myles Jeffrey                                    |
| Eleanor Little, adoptiemoeder van Stuart  | Geena Davis          | Geena Davis            | Geena Davis                                     | Jennifer Hale                                    |
| Frederick Little, adoptievader van Stuart | Hugh Laurie          | Hugh Laurie            | Hugh Laurie                                     | Hugh Laurie                                      |
| Snowbell, kat van de Littles              | Nathan Lane          | Nathan Lane            | Kevin Schon                                     | Quinton Flynn                                    |
| Monty, een kat en vriend van Snowbell     | Steve Zahn           | Steve Zahn             | Rino Romano                                     | André Sogliuzzo                                  |
| Smokey, een kat                           | Chazz Palminteri     |                        |                                                 |                                                  |
| Margalo, vogeltje en vriendin van Stuart  |                      | Melanie Griffith       |                                                 | Kathy Najimy                                     |
| The Falcon, een valk                      |                      | James Woods            |                                                 | Mark Hamill                                      |
| Martha Little, adoptiezus van Stuart      |                      | Anna en Ashley Hoelck  | stille cameo                                    | Jennifer Hale                                    |
| The Beast                                 |                      |                        | Virginia Madsen                                 |                                                  |

## Computerspellen

### Stuart Little: The Journey Home (2001)
Stuart Little: The Journey Home is een actiespel gebaseerd op de eerste langspeelfilm in deze franchise. Het computerspel werd uitgebracht door Activision op 24 augustus 2001. Het is beschikbaar voor GBC.

### Stuart Little 2 (2002)
Stuart Little 2 is een actiespel gebaseerd op de tweede langspeelfilm in deze franchise en werd uitgebracht door Activision op 12 juli 2002. Het computerspel is beschikbaar voor GBA, PS1 en Microsoft Windows (PC).

### Stuart Little 3: Big Photo Adventure (2005)
Stuart Little 3: Big Photo Adventure is een actiespel. Het computerspel werd uitgebracht door Sega op 14 november 2005. Het is beschikbaar voor PS2.

## Musical
In 2010 schreef Joseph Robinette een musical gebaseerd op deze franchise met muziek van Ronna Frank.